# Fearless Fosdick
Fearless Fosdick est un détective métafictionnel créé par Al Capp pour sa série de bande dessinée Li'l Abner en 1942, où il est apparu jusqu'en 1977.
Parodie du détective Dick Tracy, héros d'un comic strip créé par Chester Gould, Fearless Fosdick est le personnage principal du comic strip préféré de Li'l Abner, qui cherche en permanence à l'imiter
. Ses aventures loufoques en ont fait une célébrité à part entière, et les strips où il apparaît ont plusieurs fois été recueillis en albums indépendants du reste de la série Lil' Abner.